# Baidauli
Baidauli (en népalais : बेदौली) est un comité de développement villageois du Népal situé dans le district de Nawalparasi. Au recensement de 2011, il comptait 6 004 habitants.